# یواس‌اس استینکر (دی‌دی-۸۶۳)
یواس‌اس استینکر (دی‌دی-۸۶۳) (به انگلیسی: USS Steinaker (DD-863)) یک کشتی است که طول آن ۳۹۰ فوت ۶ اینچ (۱۱۹ متر) می‌باشد. این کشتی در سال ۱۹۴۵ ساخته شد.